# دروغ‌گویی بیمارگونه
دروغ‌گویی بیمارگونه یا کذب مرضی (انگلیسی: Pathological lying)، یک بیماری روانی است که در آن فرد به دروغ‌گویی مزمن به‌طور اجبارگونه یا عادتی دچار است. برخلاف دروغ سفید و گه‌گاه که فرد برای جلوگیری از آسیب زدن به احساسات دیگری یا ایجاد دردسر شخصی به آن دست می‌زند، در دروغ‌گویی مرضی، فرد بدون هیچ دلیل واضح و منطقی، دروغ می‌گوید. ممکن است این نوع بیماری، با نام‌های سودلوجیا فنتستیکا، مایتومانیا به معنای شیدایی اسطوره‌ای (Mythomania) یا میتومانیا نیز خوانده شود.
مایتومانیا توسط آنتون دلبروک وارد ادبیات شد به بیماری دروغگویی معروف است. مطالعات نشان داده است که مایتومانیا به خودی خود یک اختلال شخصیت نیست، بلکه مشکل اصلی اختلالات شخصیتی مختلف است. فرد مبتلا به شیدایی اسطوره ای مرتباً دروغ می‌گوید و خود او اولین کسی است که این دروغ‌ها را باور می‌کند. مایتومانیا عموماً به عنوان روشی مورد استفاده افرادی است که از شخصیت و سبک زندگی خود راضی نیستند. افراد مبتلا به مایتومانیا برای لاف زدن در مورد خود، برای پنهان کردن احساس حقارت، فرار از واقعیت و کلاهبرداری به دروغگویی متوسل می‌شوند. با توجه به اینکه آنها دارای یک ویژگی خودشیفتگی مانند خودستایی هستند، می‌توان نتیجه گرفت که افراد خودشیفته نیز در نقاط خاصی به دروغگویی متوسل می‌شوند. به همین ترتیب، افرادی که عقده حقارت دارند ممکن است دروغ بگویند تا احساس حقارت خود را پنهان کرده و این احساس را سرکوب کنند. ممکن است فرد مبتلا به افسانه دروغ گفتن را از خانواده یا محیطی که در آن زندگی کرده و بزرگ شده است، آموخته باشد. کودکی که می‌بیند دروغگویی در سبک زندگی او انجام می‌شود، فکر می‌کند که این امری طبیعی است و زمانی که خود را در بن‌بست می‌بیند از آن استفاده می‌کند و آن را در زندگی خود عادی می‌کند. این وضعیتی که در خانواده دیده نمی‌شود به طرق مختلف می‌تواند وارد زندگی فرد شود. مایتومانیا می‌تواند به دلیل نارضایتی فرد از زندگی خود، شرمساری از خانواده و نیاز به دوستی‌های مختلف و موقعیت‌های متفاوت ایجاد شود.